# 열거서지학
열거서지학(enumerative bibliography)은 특정한 체계에 따라 목록을 편성하는 것을 의미한다. 여기서 열거란 목록의 편성을 말하는 것이며, 체계란 그러한 목록이 모종의 원칙 혹은 체계에 따라 편성되어야 함을 의미한다. 책을 어떠한 유용한 체계에 따라 나열하거나 목록으로 편성하는데 가장 핵심적인 것이 '체계'이므로 열거서지학을 체계서지학(systematic bibliography)이라고도 한다.